# Чхве Ин Сон
Чхве Ин Сон (кор. 최은성, нар. 5 травня 1971, Ханам) — південнокорейський футболіст, що грав на позиції воротаря.
Виступав, зокрема, за клуб «Теджон Сітізен», а також національну збірну Південної Кореї.

## Клубна кар'єра
Народився 5 травня 1971 року в місті Ханам. Грав у футбол в університеті Інчхон.
У дорослому футболі дебютував 1997 року виступами за команду «Теджон Сітізен», в якій провів чотирнадцять сезонів, взявши участь у 352 матчах чемпіонату. Більшість часу, проведеного у складі «Теджон Сітізен», був основним голкіпером команди. Виступаючи за клуб він став першим воротарем, який 9 жовтня 2002 року забив у Лізі чемпіонів АФК у матчі проти «Монте-Карло» з Макао (5:1).
У лютому 2012 року, безпосередньо перед початком нового сезону, 41-річний Чхве звернувся з проханням про продовження контракту з командою ще на один рік, але правління його відхилило. Воротарю довелося покинути Теджон і стати вільним агентом після відмови від нової угоди з клубом.
23 березня 2012 року Чхве приєднався до клубу «Чонбук Хьонде Моторс», за який виступав протягом 2012—2014 років, вигравши у другому сезоні національний чемпіонат, після чого завершив професійну ігрову.

## Виступи за збірну
16 вересня 2001 року зіграв свій єдиний матч у складі національної збірної Південної Кореї проти збірної Нігерії (2:1). Тим не менше у складі збірної був учасником розіграшу Кубка конфедерацій 2001 року в Японії і Південній Кореї та чемпіонату світу 2002 року в Японії і Південній Кореї, на яких був дублером Лі Ун Дже і на поле не виходив.
| Дата      | Місто | Господарі      | Результат | Гості   | Турнір           | Голи | Примітки |
| --------- | ----- | -------------- | --------- | ------- | ---------------- | ---- | -------- |
| 16-9-2001 | Пусан | Південна Корея | 2 – 1     | Нігерія | товариський матч | -1   |          |
| Усього    |       | Матчів         | 1         |         | Голів            | -1   |          |

## Досягнення
- Чемпіон Південної Кореї з футболу: 2014
- Володар Кубка Південної Кореї: 2001